# 副原羽鳥屬
副原羽鳥屬（意為「相似於原羽鳥的」）又名似原羽鳥，為原始的反鳥類，體型大致上和中小型的雀鳥差不多（全長估計約20公分左右）。生活於下白堊紀的阿普第階（約1億2500萬年至1億2200萬年前）。化石於中國河北的豐寧地區被發現，發現地層目前仍有爭議（義縣組的大王杖子層或較早的花吉營組橋頭段）。模式種為秀麗副原羽鳥（P. gracilis，有時也直接從字面上誤譯作纖細副原羽鳥），2007年由古生物學家鄭曉廷等人發表、描述與命名。
雖然副原羽鳥一般被認為是基幹反鳥類，但卻具有多項和其他反鳥類相比之下較為進化的特徵。其叉骨呈Y字型，鎖骨間的夾角小於40°，部分癒合的腕掌骨，都明顯接近現代鳥類的構造；此外副原羽鳥的胸骨外形特殊，前緣呈拋物線狀，尾端缺口兩邊有狹長的劍突，內緣具相當程度的彎曲，也有別於其他的反鳥類。但最特別之處在於具有兩對最長達10.12公分的球拍狀尾羽（其他反鳥類最多只有一對），這可能是該物種獨特的第二性徵；而現代鳥類通常有五至六對尾羽，儘管尾羽有時被認為可能是人為刻意加上第二對，但這已足顯示副原羽鳥可能正身處於鳥類羽毛的演化過程中一個重要的時間點。